# Domingos Eugénio da Silva Canedo
Domingos Eugénio da Silva Canedo CvC • OA • MPCE (Vila da Feira, Feira, 7 de Novembro de 1854 - Lisboa, São Mamede, 7 de Novembro de 1913) foi um militar português.

## Biografia
Filho de Domingos da Silva Canedo e de sua mulher Maria Emília de Sá Mourão Cardoso (Canedo).
Tenente-Coronel de Infantaria, era Oficial da Ordem Militar de Avis, Cavaleiro da Ordem Militar de Cristo e condecorado com a Medalha de Prata de Comportamento Exemplar.
Foi Director da Companhia de Seguros Portugal.
Publicou: Organização e constituição do Exército Brasileiro, Breve Notícia, fora do mercado, obra nascida duma viagem que fez ao Brasil em 1891, durante a qual visitou Unidades e Estabelecimentos Militares.
Casou com Joaquina Emília Bandeira de Castro (Oliveira de Azeméis, Oliveira de Azeméis, 4 de Março de 1854 - Porto, 3 de Janeiro de 1943) e foi pai de Fernando de Castro da Silva Canedo.